# (2926) Caldeira
(2926) Caldeira (1980 KG; 1942 FL) ist ein ungefähr fünf Kilometer großer Asteroid des inneren Hauptgürtels, der am 7. November 1978 vom belgischen Astronomen Henri Debehogne am La-Silla-Observatorium auf dem La Silla in La Higuera in Chile (IAU-Code 809) entdeckt wurde.

## Benennung
(2926) Caldeira wurde nach Felipe Caldeira, einem Astronomen am Valongo-Observatorium und Professor an der Universidade Federal do Rio de Janeiro, benannt. Er nahm am Asteroidenprogramm an der Europäischen Südsternwarte (IAU-Code 262) teil.